# Сильницкий, Юрий Дмитриевич
Юрий Дмитриевич Сильницкий (Пустой шаблон {{ВД-Преамбула}} ) — российский и украинский хоккеист, защитник. Тренер.

## Биография
Воспитанник тюменского «Газовика». Начинал играть в низших лигах за «Газовик-Старт» (2006/07) и «Газовик-2» (2008/09 — 2009/10). В сезонах-2010/11 — 2011/12 выступал в ВХЛ за «Рубин» и в МХЛ за МХК «Газовик». В сезонах-2012/13 — 2013/14 — игрок команды КХЛ «Донбасс» Донецк, также провёл 19 матчей за «Донбасс-2» в чемпионате Украины. В августе 2013 года ФХУ инициировала процесс натурализации Сильницкого.
Летом 2014 года заключал пробный контракт с «Ладой». Выступал в ВХЛ за команды «Южный Урал» (2014/15), «Рубин» (2014/15 — 2015/16), «Сарыарка» (2016/17), «Ермак» и «Ижсталь» (2017/18). Играл в чемпионате Казахстана за «Темиртау» (2016/17), в чемпионате Украины за «Донбасс» (2018/19 — 2019/20).
Летом 2020 года подписал контракт с французским клубом Corsaires de Dunkerque, но из-за пандемии COVID-19 завершил карьеру.
С 2023 года — тренер в «Тюменском легионе».
Играл за юниорские сборные России, за сборную Украины.